# Hugo Ball

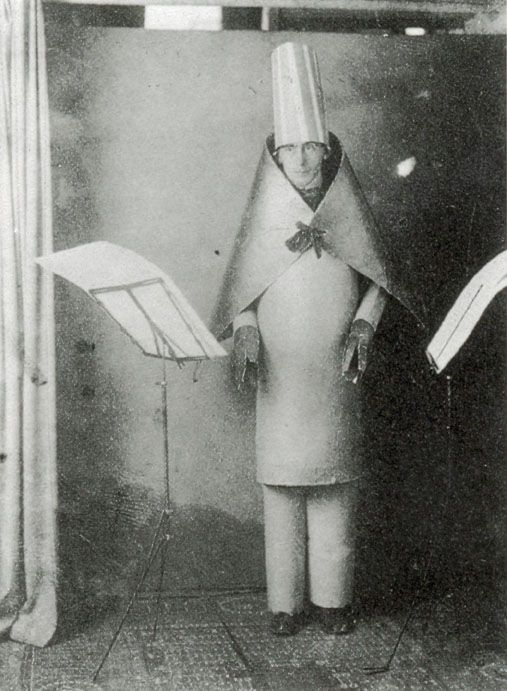
Hugo Ball podczas występu w Cabaret Voltaire, 1916

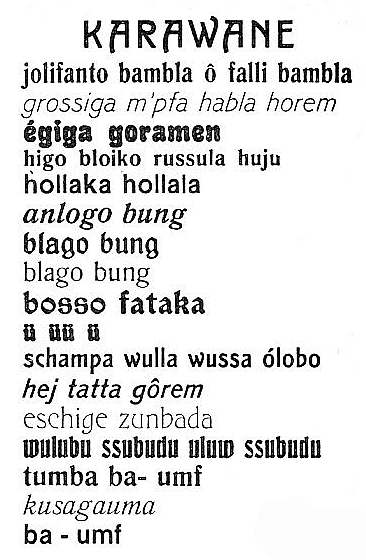
Karawane – (Karawana) – kluczowy tekst dadaizmu

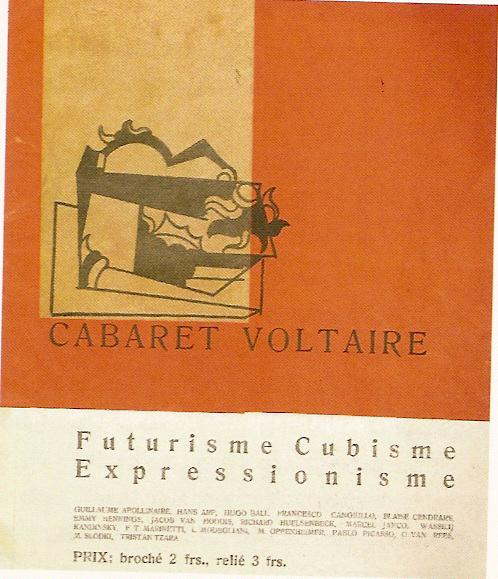

Hugo Ball (ur. 22 lutego 1886 w Pirmasens (Nadrenia-Palatynat), zm. 14 września 1927 w Gentilino, w Szwajcarii) – niemiecki pisarz, autor i współtwórca zuryskiego ruchu dadaistycznego.
Był przyjacielem i biografem Hermanna Hessego. W maju 1915 wyemigrował wraz ze swoją towarzyszką życiową Emmy Hennings z Niemiec do neutralnej Szwajcarii.
Dziś jego imię nosi jedno z gimnazjów w Pirmasens.

## Życiorys
Hugo Ball urodził się w katolickiej, mieszczańskiej rodzinie jako syn fabrykanta butów. W latach 1895–1901 uczęszczał do sześcioklasowego królewskiego gimnazjum w Pirmasens bez prawa do matury. Po jego ukończeniu niechętnie ugiął się życzeniu rodziców, i rozpoczął naukę w przedsiębiorstwie handlu skórą Ferdynanda Schohla. Ze względów zdrowotnych przerwał jednak naukę. Rodzice ustąpili jego życzeniu, by zdawać maturę w Herzog-Wolfgang-Gimnazjum w Zweibrücken. Po maturze, w październiku 1906 rozpoczął studia z germanistyki, historii i filozofii w Monachium i stał się gorącym wielbicielem muzyki Maxa Regera. W 1907 studiował przez dwa semestry w Heidelbergu, gdzie uczęszczał na wykłady o filozofii Schopenhauera i Nietzschego. 1909 – 1910 opracował projekt rozprawy pt. „Nitsche w Bazylei”, której jednak nie obronił i która została opublikowana dopiero w 1978. Wiosną 1910 przerwał studia co spowodowało konflikt z rodziną. Przeniósł się wtedy do Berlina, gdzie podjął naukę na pomocnika do spraw reżyserii i zarządzania w szkole aktorskiej Maxa Reinhardta, gdzie nauczycielem reżyserii był Paul Legband Balls. W tym samym roku udało mu się opublikować w wydawnictwie Ernsta Rowohlta tragikomedię „Die Nase des Michelangelo” (Nos Michała Anioła). W latach 1911–1912 pracował jako dramaturg w teatrze w Plauen, a w latach 1912–1914 w Monachium w Münchner Kammerspiele.
Po wewnętrznym kryzysie teatru, został jedynym dramaturgiem tej instytucji. W Monachium poznał Hansa Leybolda, Leontine Sagan, a później także Richarda Huelsenbecka i Emmy Hennings. Przy prapremierze dramatu Franciska, poznał jego autora Franka Wedekinda. Pod koniec 1912 przystąpił do pracy nad sztuką Der Henker von Brescia jednak w 1913 w Münchner Kammerspielen doszło ponownie do kryzysu. Przez zmianę dyrekcji Ball stracił wpływ na repertuar teatru. W tym czasie publikował w czasopismach: Die Neue Kunst, Die Aktion oraz Jugend; a w 1914 także w czasopiśmie teatralnym Phöbus. W czasie kiedy Die Aktion publikował wiersze Hugo Balla, nie powiódł się wspólny projekt z Kandinskym. Miał to być, pomyślany jako almanach, dodatek do pisma Der Blaue Reiter, jednak wybuch wojny zakończył ten projekt. Ball zgłosił się ochotniczo do służby wojskowej, ale został uznany niezdolnym. W czasie odwiedzin u rannego przyjaciela w Lunéville, zetknął się jednak z frontową rzeczywistością i swoje przeżycia opublikował w gazecie Pirmasenser Zeitung. Udał się do Berlina gdzie nadal pisał do czasopism. Na skutek doświadczeń wojennych skierował swoje zainteresowania ku anarchizmowi. Czytywał pisma Kropotkina i Bakunina. W maju 1915, razem z Emmy Hennings, Ball wyemigrował do Szwajcarii, gdzie początkowo zamieszkał w Zurychu. Z zespołem Varieté włóczył się po kraju jako pianista i autor tekstów. W końcu wszedł w kontakt ze szkołą tańca Rudolfa von Labana, która była miejscem spotkań ruchu dadaistycznego. W lutym 1916 razem z Hansem Arpem, Tristanem Tzarą i Marcelem Janco założył w Zurychu Cabaret Voltaire, gdzie w czerwcu wygłosił po raz pierwszy poemat dźwiękowy Gadji beri bimba. Cabaret Voltaire uważany jest za kolebkę dadaizmu. Wkrótce Ball wycofał się jednak z aktywnych działań dadaistów i w latach 1917–1919 współpracował, a w końcu i kierował, wydawaniem gazety Die Freie Zeitung, do której pisał artykuły krytyczne i komentarze polityczne często pod wpływem Bakunina. Po bankructwie wydawnictwa stracił zainteresowanie aktywnością polityczną. Ball zaprzyjaźnił się z niemieckim pisarzem, a jednocześnie księdzem katolickim Paulem Mathiesem. W lecie 1920 zwrócił się ponownie ku katolicyzmowi i nawrócił się. Wszedł do zdecydowanie ortodoksyjnych kręgów i studiował starożytnych mistyków. Podróżował z wykładami po Niemczech i Szwajcarii. Od ślubu z Emmy Hennings 21 lutego 1920 zamieszkał, z przerwą na pobyt we Włoszech (Rzymie i Salerno) od jesieni 1924 do wiosny 1926, w małej wiosce Agnuzzo pod Montagnola w Kantonie Tessin, a od 1926 w Casa Schori w Sorengo. Od 1924 koncentrował się coraz bardziej na tematach Katolicyzmu i pisał dla katolickiego pisma Hochland o teologii katolickiej. Od czasu przenosin do Tessina związał się bliską przyjaźnią z Hermannem Hesse, którego biografię pisał od początku października 1926, a która ukazała się w czerwcu 1927 w wydawnictwie S.Fischera. Hugo Ball zmarł 14 września 1927 na raka żołądka w Gentilino gmina Collina d’Oro, okręg Lugano, w Kantonie Tessin i został pochowany na tamtejszym cmentarzu San Abbondio, na którym spoczęła również jego żona Emmy (zmarła w 1948) – i Hermann Hesse.

## Dzieła
- Die Nase des Michelangelo (Nos Michała Anioła) – 1911
- Flametti oder Vom Dandysmus der Armen (Flametti albo z dandyzmu ubogich) – 1918
- Zur Kritik der deutschen Intelligenz (Krytyka niemieckiej inteligencji) – 1919
- Byzantinisches Christentum (Chrześcijaństwo bizantyńskie) – 1923
- Die Folgen der Reformation (Następstwa reformacji) – 1924
- Hermann Hesse. Sein Leben und sein Werk (Hermann Hesse – Życie i twórczość) – 1927
- Die Flucht aus der Zeit (Aphorismen) (Ucieczka z czasu – aforyzmy) – 1927
- Die Kulisse / Das Wort und das Bild (Dekoracje – słowo i obraz) – 1946
- Karawane – (Karawana) – kluczowy tekst dadaizmu

## Literatura
- Emmy Ball-Hennings: Hugo Balls Weg zu Gott. Ein Buch der Erinnerung. Kösel & Pustet, München 1931.
- Emmy Hennings: Ruf und Echo. Mein Leben mit Hugo Ball. Benziger, Einsiedeln/Zürich/Köln 1953.
- Ruth Schaumann (1953), Ball, Hugo, Neue Deutsche Biographie (NDB), Berlin: Duncker & Humblot, s. 559–560
- Ästhetische- und politisch-weltanschauliche Positionen des Dichters Hugo Ball in der Zeit des ersten Weltkrieges. Wissenschaftliche Zeitschrift Karl-Marx-Universität Leipzig, Gesellschaftswissenschaftliche Reihe, 38. Interdruck, Leipzig 1989.
- Ernst Teubner: Hugo Ball. Eine Bibliographie. von Hase und Koehler, Mainz 1992, ISBN 3-7758-1260-1.
- Sabine Werner-Birkenbach: Hugo Ball und Hermann Hesse – eine Freundschaft, die zu Literatur wird. Kommentare und Analysen zum Briefwechsel, zu autobiographischen Schriften und zu Balls Hesse-Biographie. Akademischer Verlag, Stuttgart 1995, ISBN 3-88099-316-5.
- Bernd Wacker: Dionysios DADA Areopagita. Hugo Ball und die Kritik der Moderne. Schöningh, Paderborn 1996, ISBN 3-506-79505-8.
- Cornelius Zehetner: Hugo Ball. Portrait einer Philosophie. Turia & Kant, Wien 2000, ISBN 3-85132-246-0.
- Eugen Egger: Ball, Hugo. 2001
- Christoph Schmidt: Die Apokalypse des Subjekts. Ästhetische Subjektivität und politische Theologie bei Hugo Ball. Aisthesis, Bielefeld 2003, ISBN 3-89528-313-4.
- Andreas Kotte, ed. (2005). Hugo Ball, Zürich: Chronos. s. 104/105. ISBN 978-3-0340-0715-3. LCCN 2007423414. OCLC 62309181
- Eva Zimmermann, Bernhard Echte, Regina Bucher (Hrsg.): Hugo Ball. Dichter, Denker, Dadaist. Nimbus, Wädenswil 2007, ISBN 978-3-907142-19-6.
- Michael Braun: Hugo Ball. Der magische Bischof der Avantgarde. Das Wunderhorn, Heidelberg 2011, ISBN 978-3-88423-364-1.
- Wiebke-Marie Stock: Denkumsturz. Hugo Ball. Eine intellektuelle Biographie. Wallstein, Göttingen 2012, ISBN 978-3-8353-1184-8.
- Franz Siepe: „Mutter der Läuterung”. Marianische Sedimente in Hugo Balls Byzantinischem Christentum. In: Hugo-Ball-Almanach. Neue Folge 5 / 2014, S. 160–180.
- Eckhard Fürlus: Anarchie und Mystik. Dissertation Freie Universität Berlin 2011. Kadmos, Berlin 2014, ISBN 978-3-86599-248-2.
- Alfred Sobel: „Gute Ehen werden in der Hölle geschlossen”. Das wilde Leben des Künstlerpaares Hugo Ball und Emmy Hennings zwischen Dadaismus und Glaube. Fe-Medienverlag, Kißlegg 2015, ISBN 978-3-86357-120-7.